# Miloš Vučević
Miloš Vučević (srbsko cirilsko Милош Вучевић), srbski politik in pravnik; 10. december 1974, Novi Sad.
Aprila 2024 je bil izvoljen na mesto predsednika vlade Srbije, funkcijo je opravljal od 2. maja 2024 do 16. aprila 2025. Z mesta premierja je odstopil zaradi zahtev, ki so bile postavljene na študentskih protestih zoper odgovorne v zrušenju nadstreška železniške postaje v Novem Sadu.  
Pred mandatom predsednika vlade je bil od leta 2022 podpredsednik srbske vlade in minister za obrambo ter od leta 2023 predsednik Srbske napredne stranke (SNS). Pred tem je bil med letoma 2012 in 2022 župan Novega Sada.

## Mladost
Vučević se je rodil 10. decembra 1974 v Novem Sadu. Tam je končal tudi osnovno šolo, gimnazijo pa v Bačkem Petrovcu. Leta 1999 je diplomiral na Pravni fakulteti Univerze v Novem Sadu.
Do leta 2012 je opravljal odvetniško dejavnost v družinski odvetniški pisarni.

## Politična kariera
Vučević je politično kariero začel kot član skrajno desne Srbske radikalne stranke (SRS), kjer je bil njegov oče viden član. SRS se je pozneje leta 2008 razšla, Vučević pa se je pridružil odcepljeni Srbski napredni stranki (SNS), ki sta jo vodila Tomislav Nikolić in Aleksandar Vučić. Je tesen sodelavec in zaupnik predsednika Aleksandra Vučića in njegovega brata Andreja Vučića.

### Župan Novega Sada
Po lokalnih volitvah leta 2012 je bil Vučević izvoljen za župana Novega Sada z novo večino pod vodstvom SNS, čeprav je SNS dobila le 16,44 odstotka glasov volivcev. Od leta 2015 do 2016 je bil član upravnega odbora Nacionalne koalicije za lokalni gospodarski razvoj (NALED). Za župana je bil ponovno izvoljen na lokalnih volitvah v letih 2016 in 2020.
Novembra 2021 je bil na skupščini stranke SNS izvoljen za podpredsednika stranke.

### Podpredsednik vlade in minister za obrambo
23. oktobra 2022 je predsednik Srbske napredne stranke Aleksandar Vučić napovedal, da bo njegova stranka predlagala Miloša Vučevića za naslednjega podpredsednika srbske vlade in obrambnega ministra. Z mesta župana Mestne občine Novi Sad je odstopil 24. oktobra, dva dni pozneje pa ga je nasledil Milan Đurić. Vučević je kot podpredsednik tretje vlade Ane Brnabić in minister za obrambo prisegel 26. oktobra. Špekuliralo se je, da bo Vučević po morebitnem odstopu Vučića nasledil na mestu predsednika Srbske napredne stranke.
Aprila 2023 so po razkritju dokumentov Pentagona pricurljali dokumenti, ki trdijo, da se je Srbija strinjala s prodajo orožja ukrajinski vojski za boj proti ruskim silam. Vučević je obtožbe zanikal in jih označil za "laž". Izjavil je, da Srbija ni prodajala in ne bo prodajala orožja ne Ukrajini ne Rusiji, in nakazal, da skuša nekdo destabilizirati njegovo državo in jo vplesti v konflikt, v katerem ne želi sodelovati. Prav tako ni izključil možnosti, da je nekaj srbskega orožja na območju spopadov končalo po drugih poteh.

### Predsednik Srbske napredne stranke
27. maja 2023 je bil izvoljen za predsednika SNS. Potrdil je tudi, da se bo SNS konec junija pridružila napovedanemu Vučićevemu Ljudskemu gibanju za državo (NPZD). 2. maja 2024 je bil potrjen na mesto predsednika vlade Republike Srbije.
1. novembra 2024 se je zrušil nadstrešek železniške postaje v Novem Sadu, pri čemer je umrlo 14 ljudi. Vlada se je odzvala z razglasitvijo dneva žalovanja za 2. november, ministra Goran Vesić in Tomislav Momirović pa sta odstopila. Dogodek je sprožil vrsto protikorupcijskih protestov, ki so jih organizirali študenti. Začeli so se po tem, ko so privrženci SNS fizično napadli skupino študentov, ki so se poklonili ubitim. Protesti so se nato razširili na fakultete univerz v Beogradu, Novem Sadu, Kragujevcu in Nišu Študentje so zahtevali objavo dokumentacije prenovljene novosadske železniške postaje, kazensko ovadbo zoper napadalce študentov, opustitev obtožb zoper pridržane na protestih in povečanje sredstev za fakultete za 20 odstotkov. Vučević je izjavil, da so zahteve "nejasne" in da naj bi bila v teku barvna revolucija. Na protestu na Trgu Slavija 22. decembra je bilo po ocenah prisotnih 100.000 demonstrantov.
24. januarja 2025 se je zgodila splošna stavka, serija protestov se je nadaljevala. 28. januarja je skupina članov SNS fizično napadla študente v Novem Sadu, zato je Vučević napovedal svoj odstop. S položaja je odstopil tudi novosadski župan Milan Đurić. Vučevićev odstop je državni zbor potrdil 19. marca, a je do imenovanja nove vlade ostal na položaju kot vršilec dolžnosti. Konec marca je bila v Novem Sadu ponovno napadena skupina študentov, Vučević pa je vložil kazensko ovadbo.

## Politična stališča

### Zunanja politika
Vučević se zavzema za vstop Srbije v Evropsko unijo, hkrati pa zatrjuje, da Srbija ne more postati njena članica tako, da bi bila "Ponižana in osramočena, ker potem nikoli ne bo dobra članica EU". Vučević je 24. marca 2019 izjavil, da je Natovo bombardiranje Jugoslavije vojni zločin. Nasprotuje sankcioniranju Rusije zaradi njene invazije na Ukrajino leta 2022.

### Vprašanje Kosovoa
Vučević je proti priznanju neodvisnosti Kosova. Dejal je, da je Kosovo "Državotvorni DNK našega naroda in naše države".

## Zasebno
Vučevićev oče Zoran je bil pravnik in visok član SRS, med letoma 2004 in 2007 tudi predsednik mestne skupščine Novega Sada. Oče je umrl leta 2021. Po očetu je črnogorskega rodu, njegova družina pa izhaja iz vasi Bezjovo pri Podgorici in pripada plemenu Kuči. Njegov praded po očetovi strani je umrl v bojih v prvi svetovni vojni, medtem ko je njegov dedek po očetovi strani umrl v bojih v drugi svetovni vojni.
Vučević je poročen in ima dva sinova.